# 삼성 인트레피드
삼성 인트레피드(Samsung Intrepid, Samsung i350)는 삼성전자가 2009년에 출시한 스마트폰이다.